# Betancuria
Betancuria – miasto i gmina w Hiszpanii, w prowincji Las Palmas, we wspólnocie autonomicznej Wysp Kanaryjskich, o powierzchni 103,64 km². W 2011 roku gmina liczyła 805 mieszkańców. Graniczy z innymi gminami: Pájara (od południa), Puerto del Rosario (od północy) oraz Antigua (od wschodu).

Położenie gminy na mapie wyspy
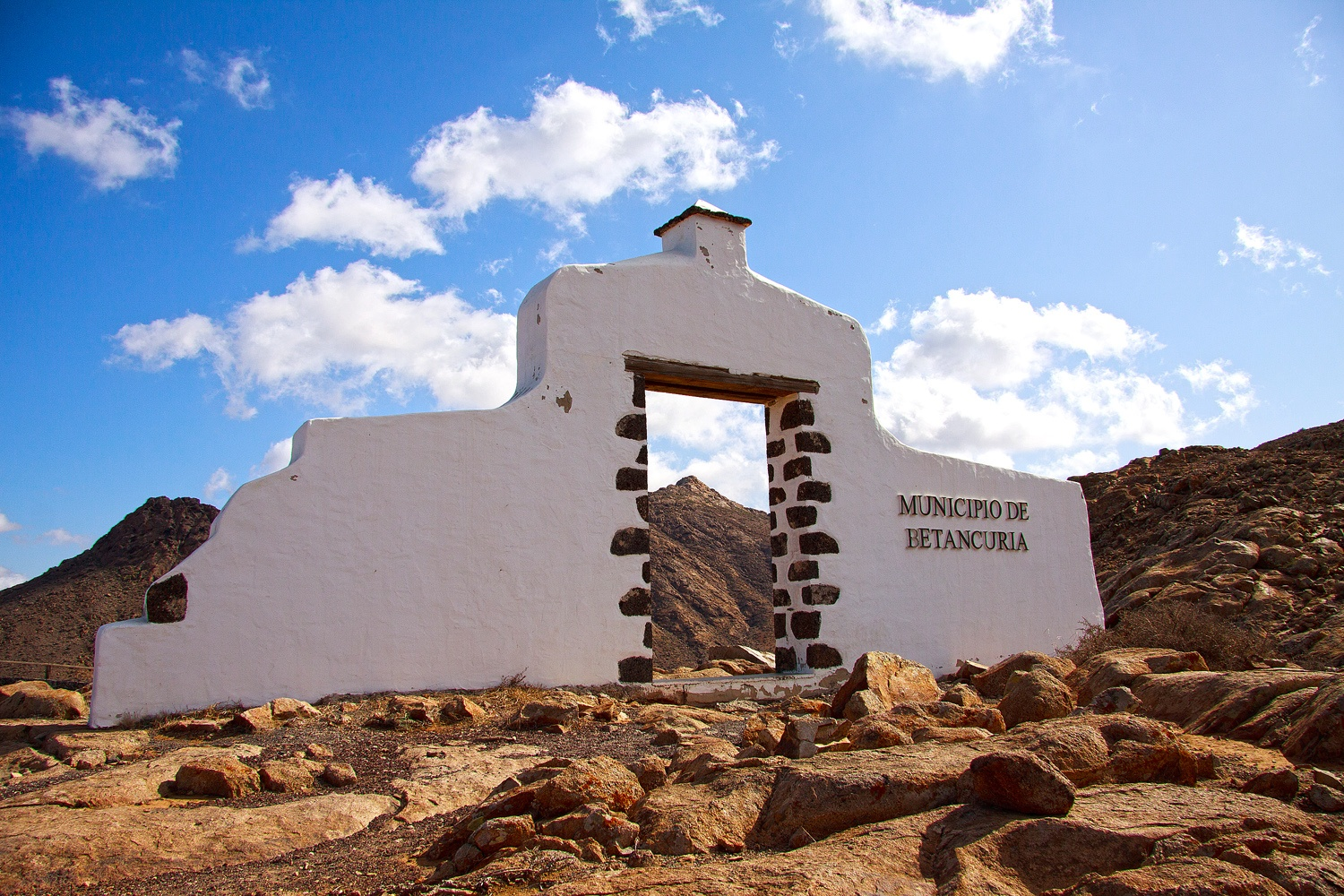
Brama oznaczające wjazd do gminy

## Miasto Betancuria
Miasto Betancuria to dawna stolica wyspy, położona w jej centrum, dzięki czemu stanowiła schronienie przed atakami piratów. Osadnictwo na tym terenie rozpoczęło się na początku XV wieku, gdy Francuz na służbie u hiszpańskiego króla Jean de Béthencourt dotarł na wyspę.
Do największych atrakcji miasta należy najstarszy kościół na wyspie oraz malownicze domy w historycznym centrum. W mieście znajduje się muzeum archeologiczno-etnograficzne, którego zwiedzanie jest darmowe.

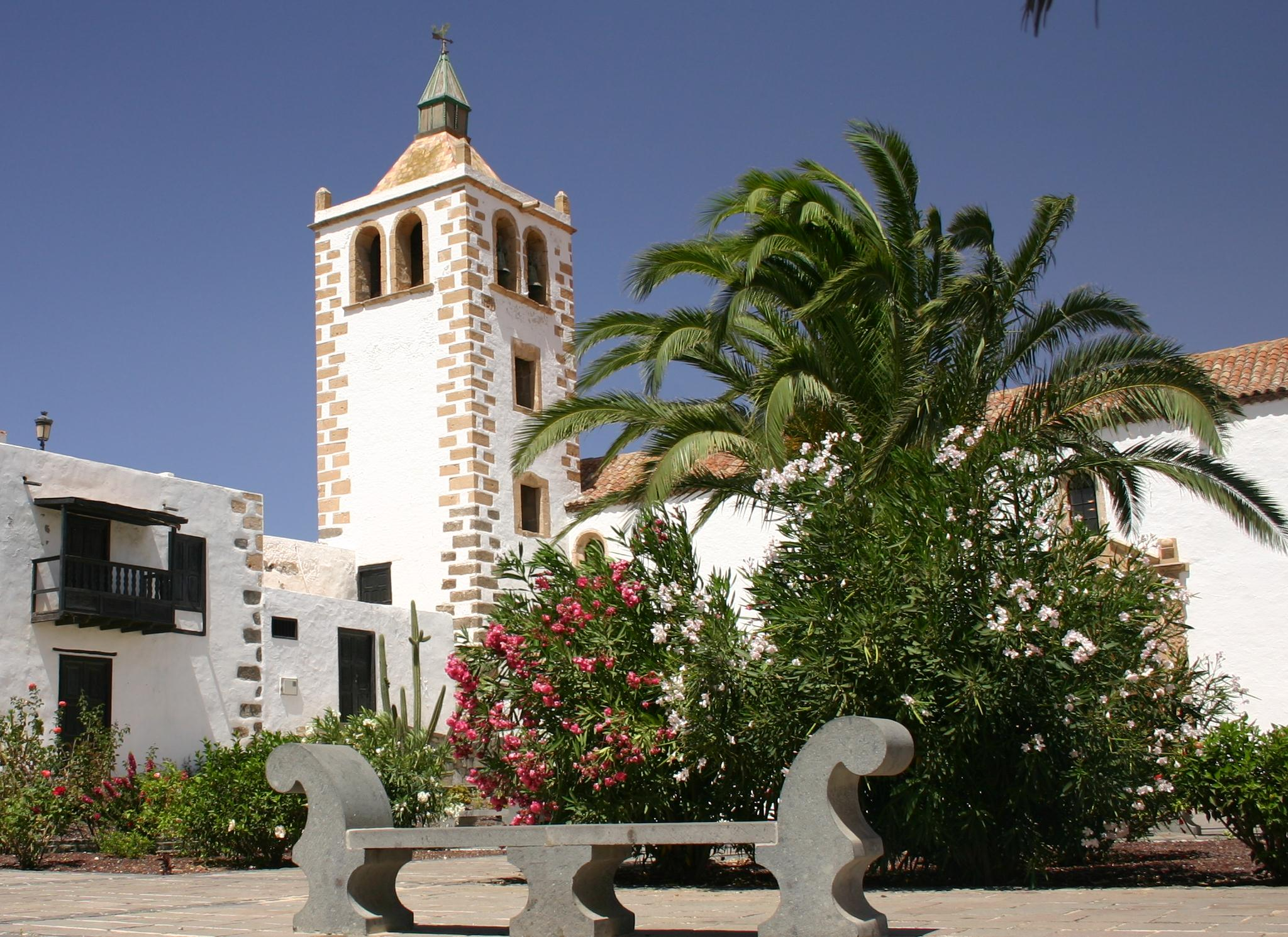
Kościół w centrum miasta
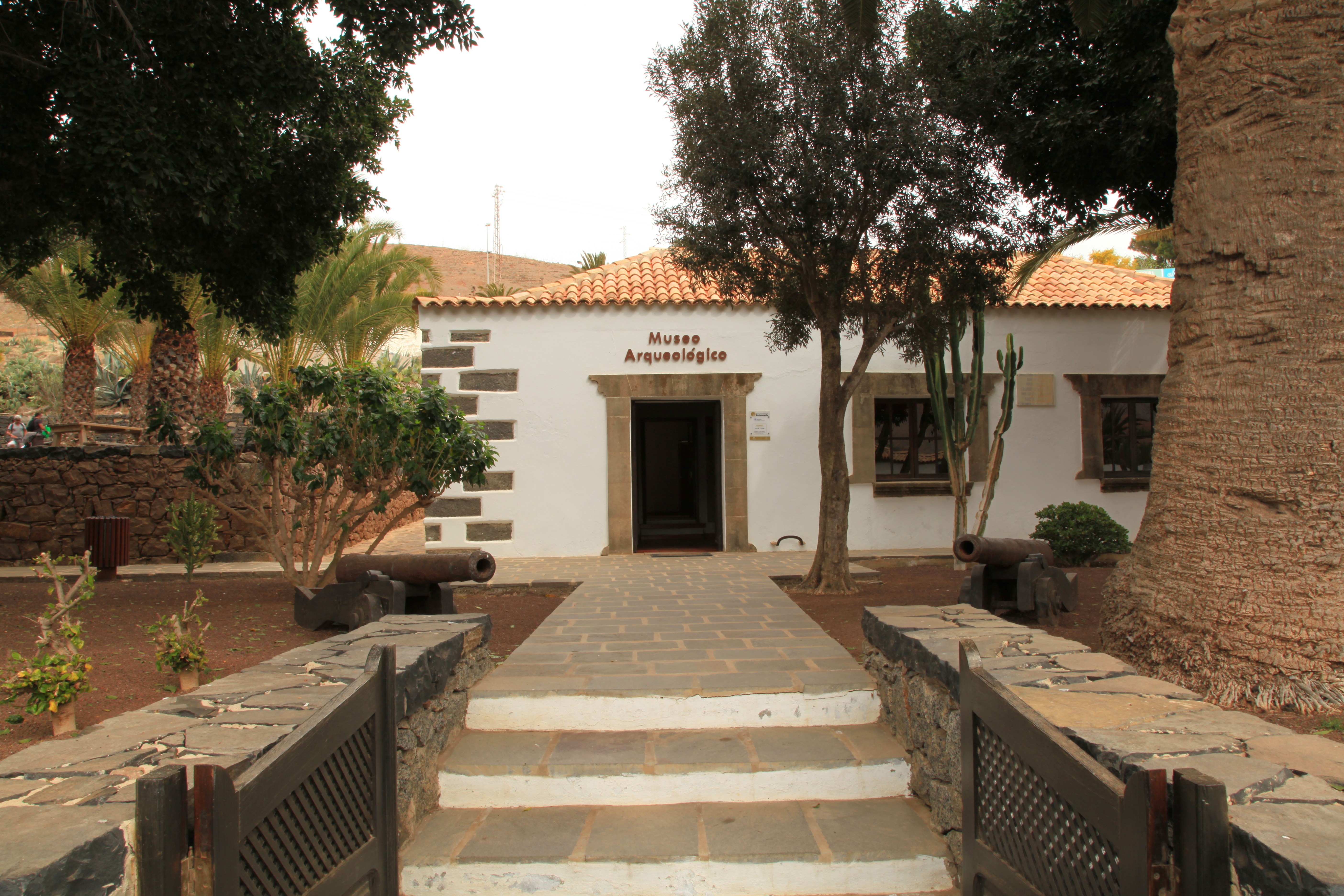
Wejście do muzeum